# Шедар
Алфа Касиопея (α Cassiopeiae; Алфа от Касиопеия) е звезда от втора видима величина в съзвездието Касиопеия, с традиционното име Шедар. Въпреки че е обозначена като „алфа звездата“ в съзвездието от Йохан Байер, визуалната ѝ яркост е много близка до тази на Бета Касиопея (Каф). Тя може да изглежда по-ярка или по-бледа, в зависимост от това каква честотна лента на пропускане се използва. Все пак, последните изчисления потвърждават, че Алфа Касиопея наистина е най-ярката звезда в съзвездието, имайки видима величина от 2,240. Абсолютната ѝ величина е 18 пъти по-голяма от тази на Бета Касиопея, но се намира над четири пъти по-далече от Слънцето.

## Физически свойства
Алфа Касиопея е червен гигант, чийто спектрален клас се счита за K0IIIa, което означава, че тя е значително по-хладна от Слънцето. Все пак, тъй като се намира във финалния етап от своята еволюция, фотосферата на звездата се е увеличила значително, създавайки болометрична светимост, която е приблизително 676 пъти по-голяма от слънчевата.
По данни на Хипаркос, разстоянието до звездата е около 228 светлинни години (70 парсека). Както всички гигантски звезди, Алфа Касиопея се върти бавно, с приблизителна скорост от 21 km/s - скорост, позволяваща на звездата да направи един оборот около оста си за 102 дни.
Възрастта на звездата е оценена на 100 – 200 милиона години, като е прекарала по-голямата част от живота си като синьо-бяла звезда от главна последователност със спектрален клас B.